# Jean Henri Bancal des Issarts
Pour les articles homonymes, voir Bancal.
Jean Henri Bancal des Issarts, né à Saint-Martin-de-Londres le 3 novembre 1750, mort à Paris le 27 mai 1826, est un homme politique français.

## Biographie
Avocat au Parlement de Paris puis notaire au  Châtelet de Paris, Jean Henri Bancal des Issarts vend sa charge en 1788 pour se consacrer à la politique mais ne peut se faire élire à aucune fonction à Paris. Il se replie alors sur Clermont-Ferrand, y créant une Société des Amis de la Constitution sur le modèle parisien, s'en attribuant la présidence. Après plusieurs échecs à diverses élections, il est élu à la Convention par le département du Puy-de-Dôme. Éperdument amoureux de Manon Roland, il se range sous son influence parmi les éléments modérés de cette assemblée, entre au comité de constitution et au comité d'instruction publique. Envoyé avec trois autres députés et le ministre de la Guerre Pierre Riel, marquis de Beurnonville auprès de Charles François Dumouriez, il est livré aux Autrichiens. Sa captivité lui permet d'échapper à la mort qui frappe la plupart de ses amis girondins. Libéré en échange de la fille de Louis XVI, en novembre 1795, il siège obscurément au Conseil des Cinq-Cents jusqu'en mai 1797, puis se retire à Clermont-Ferrand où il publie Du nouvel ordre social fondé sur la religion et sombre dans le mysticisme, se mettant à l'étude de l'hébreu et du grec pour pouvoir lire la Bible dans le texte original.

## Publications (classement chronologique)
- Déclaration de droits à faire et pouvoirs à donner par le peuple françois pour les États généraux dans les soixante assemblées indiquées à Paris, le mardi 21 avril 1789, [s. l.], [s. n.], [1789], 14 p., in-8° (lire en ligne).
- « Discours de M. Bancal des Issarts, au nom d’une députation du Comité de l’Hôtel-de-Ville de Paris, lors de la séance du 14 juillet 1789 », dans Archives parlementaires de 1787 à 1860 : première série (1787-1799), t. VIII : Du 5 mai 1789 au 15 septembre 1789, Paris, P. Dupont, 1875 (lire en ligne), p. 233-234. — Concerne la prise de la Bastille. Voir ci-dessous une autre éd. de ce texte.
- Récit fait à l’Assemblée nationale, le mardi 14 juillet 1789, à 11 heures du soir, par MM. des Issarts et Ganilh, électeurs de la ville de Paris, députés à l’Assemblée nationale par l’Hôtel-de-Ville..., [Paris], [s. n.], [1789], 6 p., in-8°.
- Arrêtés proposés au Comité de la municipalité du district des Carmes... le 3 septembre 1789 : 1° sur le plan de constitution municipale, présenté à l’assemblée de la commune par ses commissaires, le 12 août 1789 ; 2° sur la lettre écrite par M. le maire de la ville au district, le 30 du même mois ; 3° et sur la délibération de l’assemblée des représentants de la commune, du même jour, [Paris], Imprimerie de Lottin l’aîné et Lottin de St-Germain, 1789, 11 p., in-8°.
- Adresse aux représentants de la Commune de Paris, proposée à l’assemblée générale des citoyens de la ville de Clermont-Ferrand, le mardi 3 novembre 1789..., Clermont-Ferrand, P. Beaufils, [1789], 3 p., in-4° (lire en ligne). — « Déclaration des principes et droits sur lesquels doit être fondée la constitution municipale de la cité... »
- Déclaration des droits des municipalités proposée à l’assemblée générale des citoyens de la ville de Clermont-Ferrand, le 3 novembre 1789, Clermont[-Ferrand], [s. n.], [1789], 4 p., in-8°.
- Lettre sur les finances, à l’auteur du Patriote français..., Paris, Imprimerie du Patriote français, [1790], 2 p., in-4°. — Datée de « Clermont-Ferrand, le 13 avril 1790 ».
- Avis aux citoyens, par la Société des amis de la Constitution de Clermont-Ferrand, Club des jacobins, séant au palais de la ci-devant Cour des aides, Clermont, [s. n.], [1791], 8 p., in-8°. — « Du 18 juin 1791. »
- Motion de Jean-Henri Bancal à la Société des amis de la Constitution de Clermont-Ferrand, les 23 et 24 juin 1791, Clermont-Ferrand, P. Beaufils, [1791], 7 p., in-8°.
- Secondes réflexions sur l’institution du pouvoir exécutif, lues à la Société des amis de la Constitution de Clermont-Ferrand le 3 juillet 1791, Clermont-Ferrand, P. Beaufils, [1791], II-24 p., in-8°.
- Discours destiné à être prononcé à l’Assemblée nationale..., [Paris], Imprimerie de Lalliet, [1791], 14 p., in-8°. — Contient, p. 8-14 : Pétition présentée à l’Assemblée nationale, le 29 juillet 1791, par Jean-Henri Bancal, député par les citoyens pétitionnaires de la ville de Clermont-Ferrand.
- Du nouvel ordre social..., Paris, Imprimerie du Cercle social, 1792, 52 p., in-8° (lire en ligne).
- Adresse de la Société des amis de la Constitution de Clermont-Ferrand à Louis XVI, [s. l.], [s. n.], [1792], 7 p., in-8°. — « Du 10 mars 1792. »
- Pétition à l’Assemblée nationale, présentée par Jean-Henri Bancal à la Société des amis de la Constitution de Clermont-Ferrand, le 9 mai 1792,... pour demander l’abolition actuelle de la traite des Noirs, Clermont-Ferrand, [s. n.], 1792 (lire en ligne). — A été rééditée dans Du nouvel ordre social fondé sur la religion (voir plus bas), p. 186-188.
- Discours et projet de décret sur l’éducation nationale prononcés à la Convention nationale le 24 décembre 1792..., Paris, Imprimerie nationale, 1792, 28 p., in-8° (lire en ligne). — Plusieurs autres éd., dont une en 1793.
- Discours et projet de décret de Henri Bancal... sur Louis Capet et les circonstances actuelles..., [Paris], Imprimerie nationale, [1793], 32 p., in-8° (lire en ligne). — Plusieurs autres éd., dont certaines au format in-4° en 14 p.
- Henri Bancal, député à la Convention, à Anacharsis Clootz [sic], son collègue, Paris, Imprimerie du Cercle social, [1793], 16 p., in-8° (lire en ligne).
- Procès-verbal ordonné par la Convention nationale des faits relatifs aux funérailles de Michel Lepelletier [sic]... assassiné le 20 janvier 1793... pour avoir voté la mort du tyran..., [Paris], Imprimerie nationale, [1793], 7 p., in-8° (lire en ligne). — Plusieurs signataires, dont Bancal.
- Henri Bancal, député à la Convention nationale, à ses collègues..., Paris, Imprimerie nationale, [1793], 4 p., in-8° (lire en ligne). — Daté de « Paris, le 25 février 1793, l’an deuxième de la République ».
- Opinion de Jean-Henri Bancal... sur le placement des tribunaux civil et criminel du département du Puy-de-Dôme, Paris, Imprimerie nationale, an iv [1795-1796], 15 p., in-8°.
- Rapports des représentants du peuple Camus, Bancal, Quinette, Lamarque, envoyés par la Convention, conjointement avec le général et ministre de la Guerre Beurnonville, à l’armée du Nord, par décret du 30 mars 1793, et du représentant du peuple Drouet..., Paris, Imprimerie nationale, pluviôse an iv [21 janvier-19 février 1796], VIII-173 p., in-8°. — « Lus au Conseil des Cinq-Cents, les 22, 23 et 27 nivôse l’an IV [12, 13 et 17 janvier 1796]. »
- Du nouvel ordre social fondé sur la religion, Paris, Baudouin, vendémiaire an v [22 septembre-21 octobre 1796], 355 p., in-8° (lire en ligne).
- Rapport fait par Jean-Henri Bancal, au nom de la commission nommée par le Conseil des Cinq-Cents, le 29 thermidor de l’an IV [16 août 1796]..., [Paris], Imprimerie nationale, an v [1796-1797], 3 p., in-8° (lire en ligne). Concerne le partage des biens « provenant d’émigrés, appartenant à la République par indivis avec d’autres copropriétaires. Séance du 12 vendémiaire an V [3 octobre 1796] ».
- Projet de résolution proposé par Bancal, ensuite du rapport fait le premier nivôse, au nom d’une commission spéciale, sur une pétition de la commune de Jouy..., [Paris], Imprimerie nationale, an v [1796-1797], 2 p., in-8°. — « Séance du 1er nivôse an V [21 décembre 1796]. »
- Opinion sur le divorce... prononcée au Conseil des Cinq-Cents le 12 pluviôse an V [31 janvier 1797], Paris, Imprimerie de Baudouin, [1797], 55 p., in-8° (lire en ligne).
- Opinion de Jean-Henri Bancal... sur la question du serment de fidélité à la République et à la Constitution de l’an III, et de haine à la royauté et à l’anarchie, par les électeurs..., Paris, Imprimerie de Baudouin, [1797], 4 p., in-8° (lire en ligne). — « Séance du 25 ventôse an V [15 mars 1797]. »
- Motion d’ordre faite au Conseil des Cinq-Cents..., Paris, Imprimerie nationale, germinal an v [21 mars-19 avril 1797], 3 p., in-8° (lire en ligne). — « Séance du 7 germinal [27 mars 1797]. »
- Rapport fait par Bancal... pour examiner les élections de l’assemblée primaire du canton de Vertou, département de la Loire-Inférieure, Paris, Imprimerie nationale, an v [1796-1797], 4 p., in-8° (lire en ligne). — « Séance du 10 floréal an V [29 avril 1797]. »
- Opinion de Jean-Henri Bancal... sur la permanence et le renouvellement du Corps législatif..., [Paris], Imprimerie de Baudouin, [1797], 8 p., in-8°. — « Séance du 28 floréal an V [17 mai 1797]. »
- Des prochaines élections de l’an VI... Aux électeurs du département du Puy-de-Dôme et des autres départements de la République, Paris, Imprimerie de Baudouin, an vi [1797-1798], 12 p., in-8° (lire en ligne). — Autre éd. : Clermont-Ferrand, Imprimerie de J.-B. Bertet, an VI, 19 p., in-8°.
- Copie d’une lettre écrite à la citoyenne Teyras, à Chaumouny, département du Mont-Blanc, Riom, Imprimerie de Landriot et Rousset, [1800], 3 p., in-4° (lire en ligne).